# Jean Matheu-Cambas
Pour les articles homonymes, voir Matheu (homonymie).
Pas d'image ? Cliquez ici

a Compétitions nationales et continentales officielles uniquement.

b Matchs officiels uniquement.
Jean Matheu-Cambas, né le 23 juin 1920 à Gelos et décédé le 26 mai 1989 à Castres, est un ancien joueur français de rugby à XV, qui a joué avec l'équipe de France au poste de troisième ligne aile (1,80 m pour 82 kg). 

## Carrière de joueur

### En club
Il a évolué au poste de troisième ligne aile, au SU Agen jusqu'en 1946 puis au Castres olympique.

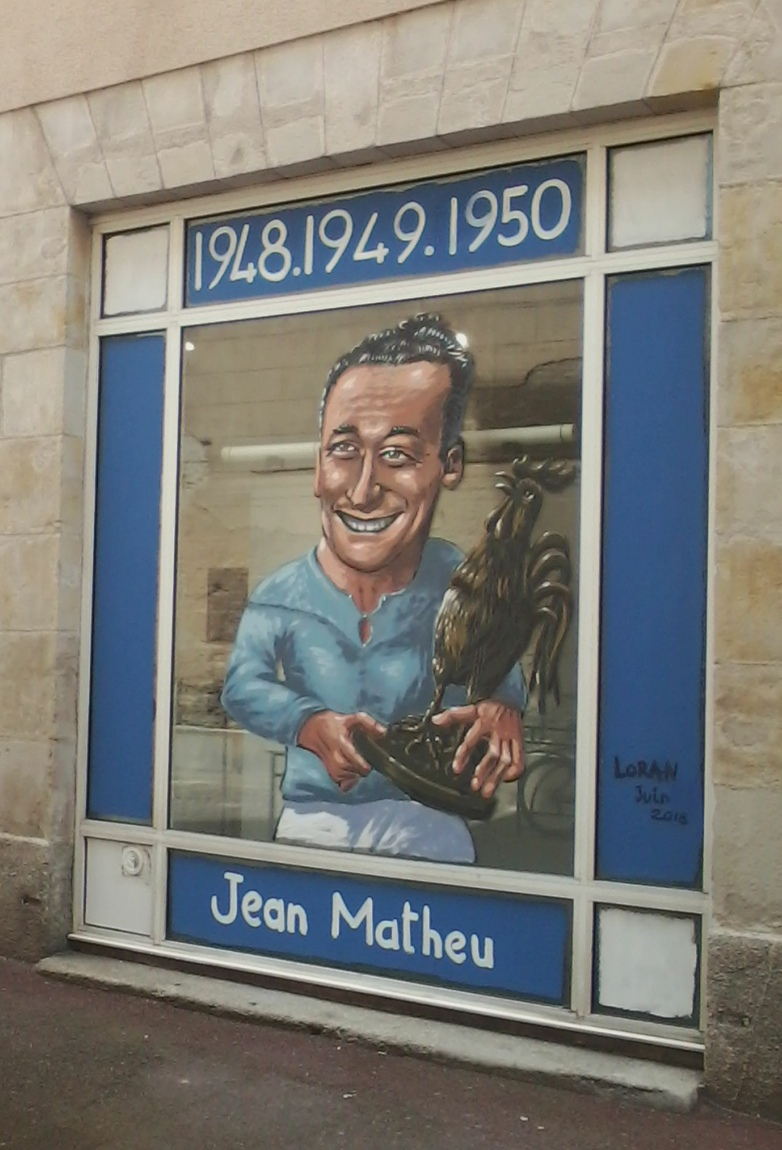
Hommage à Jean Matheu, double champion de France 1949-1950 avec Castres

### En équipe nationale
Il a disputé son premier test match le 1er janvier 1946 contre l'équipe de l'Empire Britannique, et le dernier contre l'équipe d'Irlande, le 27 janvier 1951.
Il fait notamment partie des joueurs qui affrontent à deux reprises les Kiwis en 1946, une sélection de joueurs néo-zélandais enrôlés dans l'armée, et dont un bon nombre deviendront par la suite All Blacks.
Il a été une fois capitaine de l'équipe de France en 1949. Joueur de grand champ incisif, il fut associé à Jean Prat et Guy Basquet en équipe de France, et considéré comme le meilleur joueur de la saison française 1948-1949.

### Carrière d'entraîneur
Le 18 mai 1958, Jean Matheu-Cambas atteint la finale du championnat de première division à la tête du SC Mazamet, perdue contre le FC Lourdes (3-9).

## Palmarès

### Joueur

#### En club
Avec le SU Agen
- Champion de France de première division :
  - Champion (1) : 1945
  - Vice-champion (1) : 1943
- Coupe de France :
  - Vainqueur (2) : 1943 et 1945

Avec le Castres olympique
- Championnat de France de première division :
  - Champion (2) : 1949 et 1950
- Coupe de France :
  - Vainqueur (1) : 1948

#### En équipe nationale
- Sélections en équipe nationale : 24
- Sélections par année : 2 en 1946, 4 en 1947, 5 en 1948, 6 en 1949, 2 en 1950 et 2 en 1951
- Tournois des Cinq Nations disputés : 1947, 1948, 1949, 1950, 1951
- 1re tournée en Argentine en 1949

### Entraîneur
Avec le SC Mazamet
- Championnat de France de première division :
  - Vice-champion (1) : 1958